# Cyrtandra harveyi
Cyrtandra harveyi är en tvåhjärtbladig växtart som beskrevs av Berthold Carl Seemann. Cyrtandra harveyi ingår i släktet Cyrtandra och familjen Gesneriaceae. Inga underarter finns listade i Catalogue of Life.